# King’s X
King’s X — американская рок-группа из Техаса, исполняющая хард-рок, блюз и прог-метал. В конце 1980-х годов звучание группы оказало большое влияние на становление гранжевой сцены. В 2000 году телеканал VH1 включил King’s X в список «100 величайших хард-рок исполнителей».

## История
В состав группы вошли бас-гитарист Даг Пинник, гитарист Тай Тейбор и барабанщик Джерри Гэскилл. Изначально Пинник и Гэскилл выступали дуэтом и гастролировали вместе с христианской рок-группой Petra. После встречи с Тейбором, на то время — начинающим гитаристом, — они решили основать трио. С 1980 года музыканты исполняли кавер-версии известных композиций, выступая в барах Миссури под названием The Edge. К 1983 году группа сменила название на Sneak Preview и начала исполнять собственные песни. В том же году у Sneak Preview вышел дебютный одноимённый альбом. В 1985 году музыкантам предложили подписать контракт с лейблом при условии, что группа переедет в Хьюстон. Несмотря на смену места проживания, сделка сорвалась, однако группа продолжила выступления и написание песен. Наконец, благодаря встрече с продюсером ZZ Top Сэмом Тейлором, в 1987 группа подписала контракт с нью-йоркским лейблом Megaforce. Тейлор также предложил сменить название — King’s X было выбрано по аналогии с местным брендом одежды.
Дебютный альбом King’s X вышел в 1988 году и получил название Out of the Silent Planet. Хорошо воспринятая критиками и содержащая смешение сразу нескольких жанров, пластинка не слишком впечатлила слушателей. Лишь после выпуска второго альбома Gretchen Goes to Nebraska (1989) музыкальное сообщество обратило на группу внимание; музыкантов отметили участники рок-групп Anthrax и Living Colour, а телеканал MTV включил в ротацию клип на песню «Over My Head». В 1990 году вышел третий альбом группы Faith Hope Love. Пластинка почти достигла верхней тридцатки в американском чарте и едва не стала «золотой», а группа получила возможность выступать на разогреве у AC/DC в международном турне. В это же время у музыкантов начались разногласия с менеджером и после выхода одноимённой пластинки в 1992 году на лейбле Atlantic Records работа с Тейлором была прекращена.
Новым продюсером стал Брендан О’Брайен. Вместе с ним группа выпустила альбом Dogman (1994), после чего выступала на разогреве у Pearl Jam и приняла участие в фестивале Вудсток-94. В 1996 году вышла очередная пластинка Ear Candy, а в 1997 году сборник The Best Of, но они не оправдали ожиданий лейбла, после чего контракт с Atlantic был разорван. В 1998 году Пинник и Тейбор выпустили свои дебютные сольные альбомы, после чего на лейбле Metal Blade вышел седьмой альбом King’s X Tape Head.
В 2000-е годы King’s X выпустили ещё несколько альбомов, параллельно с которыми Пинник и Тейбор занимались сольной карьерой и сторонними проектами.

## Музыкальный стиль
Звучание King’s X серьёзно отличалось от мейнстримовой рок-сцены конца 1980-х годов, где господствовали Guns N' Roses и Poison. В противоположность этим группам, King’s X выделялись тяжёлым гитарным звучанием, используя пониженный строй Drop D. Коллектив сочетал мелодичные вокальные партии The Beatles, тяжёлые бас-гитарные партии Motorhead и их фронтмена Лемми Килмистера, а также загадочную атмосферу, характерную для U2 времён альбома The Joshua Tree.
King’s X оказали огромное влияние на гранжевую сцену. Во время турне в поддержку дебютного альбома в 1988 году группа выступала в Сиэтле и была восторженно встречена музыкантами местных групп Soundgarden, Mother Love Bone и Alice in Chains. После концерта King’s X вокалист Alice in Chains Лейн Стэйли встретил Джерри Гэскилла на улице, чтобы рассказать, как сильно ему нравится группа. Когда в начале 1990-х годов сиэтлская сцена была на пике популярности, Джефф Амент из Pearl Jam заявил в интервью MTV, что «King’s X изобрели гранж». Кроме этого, дебютный альбом King’s X привлёк внимание Даймбэга Даррелла из Pantera, который стремился добиться такого же звучания.

## Признание
Не думаю, что я хотел бы выступать на сцене сразу после них. Они — чертовски крутая группа.Ричи Блэкмор

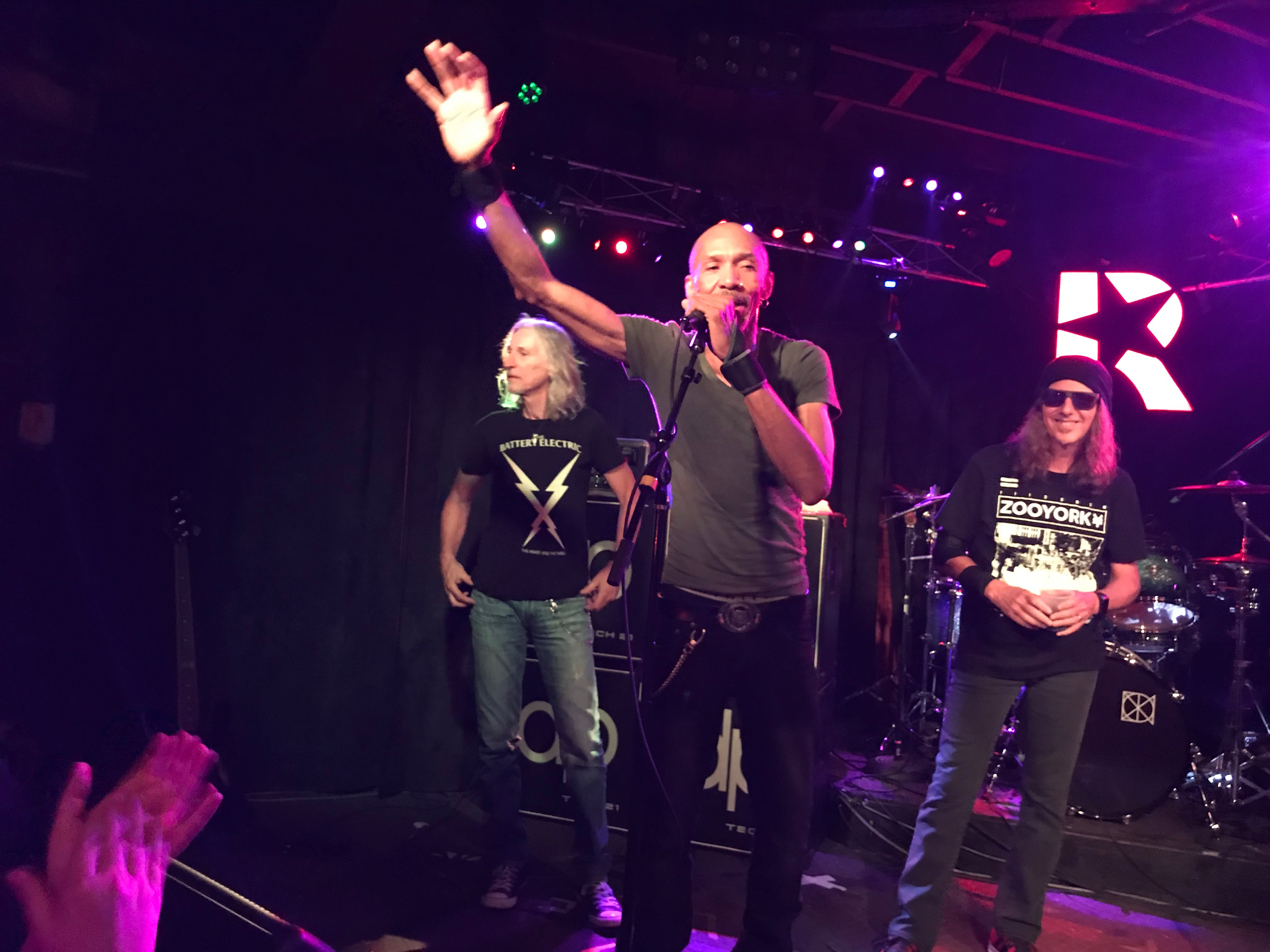
Группа в 2018 году
(слева направо: Гэскилл, Пинник и Тейбор)

Несмотря на поддержку лейбла, хорошие критические отзывы и признание в профессиональной среде, группа не сумела добиться коммерческого успеха. Одной из причин были циркулирующие слухи о том, что King’s X исполняют христианский рок; музыканты всячески открещивались от этого клише, несмотря на то, что все трое действительно были христианами: «Мы просто хотели быть артистами. Мы хотели, чтобы наша музыка вдохновляла других — кем бы они не были — любым возможным способом» — объяснял Тай Тейбор. Тем не менее, простое обсуждение вопросов вероисповедания в интервью журналу Rolling Stone в 1991 году привело к тому, что песни группы практически перестали звучать на радиостанциях. Позднее от группы отвернулось и христианское сообщество: это произошло после каминг-аута Пинника в конце 1990-х годов.
Ещё одной причиной низкой популярности группы Пинник считал расизм: «Чернокожие певцы в рок-группах не пользуются успехом, потому что белые парни хотят слушать белых парней… В Америке у нас до сих пор встречаются расистские штуки, вроде „О, мне нравится группа, но у них чернокожий солист“».
В 2000 году телеканал VH1 включил King’s X в список «100 величайших хард-рок исполнителей». Ричи Блэкмор в эфире VH1 рассказал о том, что был потрясён сложными аранжировками и мелодизмом группы, а также признался, что когда группа Deep Purple искала нового вокалиста, то Дагу Пиннику предложили работу, но он отказался. В 2003 году в журналe Classic Rock King’s X назвали «величайшей неизвестной группой в мире», выделив уникальное звучание и несколько отличных альбомов, однако посетовав на то, что группа никогда не попадала на верхние строчки хит-парадов.

## Дискография
- Out of the Silent Planet (1988)
- Gretchen Goes to Nebraska (1989)
- Faith Hope Love (1990)
- King's X (1992)
- Dogman (1994)
- Ear Candy (1996)
- Tape Head (1998)
- Please Come Home...Mr. Bulbous (2000)
- Manic Moonlight (2001)
- Black Like Sunday (2003)
- Live All Over the Place (2004)
- Ogre Tones (2005)
- XV (2008)
- Live Love in London (2010)